# Мушел IV Маміконян
Мушел IV Маміконян (вірм. Մուշեղ Դ Մամիկոնյան; д/н —після 656) — 2-й гахерец ішхан (головуючий князь) Вірменії в 651 і 654 роках.

## Життєпис
Син Мушела III, спарапета. Відомостей про нього обмаль. В цей час тривалі арабо-візантійські війні за володіння вірменськими землями. 651 року за підозрою у змові візантійці відсторонили гахерец ішхана Теодора Рштуні. Проте після повернення до себе візантійських військ Мушел IV. маючи 7 тис. вояків, зазнав поразки від Рштуні, внаслідок чого втратив владу.
654 році після полону Теодора Рштуні візантійці знову призначили Мушела Маміконяна гахерец ішханом. Але той зазнав низку поразок від арабів, які 655 року призначили гахерец ішханом Хамасаспа IV Маміконяна. 656 року Мушел IV Маміконян перейшов на бік арабів. Подальша його доля невідома.